# 巴姆拉康
巴姆拉康，位于西藏自治区日喀则地区萨迦县，是一座藏传佛教萨迦派寺院。

## 简介
巴姆拉康位于萨迦县的萨迦寺附近。这是一座神殿，为萨迦寺神巫萨迦女巫居住之所。殿内悬挂着不少萨迦女巫的面具及塑像。塑像面目狰狞，披头散发，被大铁链锁在一起。据说，女巫的面具是有定数的，一旦发现数量短缺，萨迦寺会发出缉拿盗贼的告示，西藏噶厦甚至会派第穆活佛协助捕捉盗贼。寻找萨迦女巫的方法非常奇特，即在每年的萨迦跳神法会上焚烧羊油，有的妇女会因为不能忍受羊油的气味而被萨迦法王指定为女巫，给萨迦寺当差。萨迦法王甚至可在全藏范围内指定萨迦女巫，其中平民、贵族的女子都有。萨迦女巫是萨迦派作为旧派佛教与土著宗教相联系的标志之一。